# LG V60 ThinQ
LG V60 ThinQ 5G, який зазвичай називають LG V60 — Android-фаблет, що вироблявся LG Electronics як частина серії LG V. Він був анонсований у лютому 2020 року і є наступником LG V50 ThinQ. 5 квітня 2021 року LG оголосила, що закриває свій підрозділ мобільних телефонів і припиняє виробництво всіх інших пристроїв. LG зазначила, що телефон буде доступний, поки наявні запаси не закінчаться.

## Характеристики смартфону

### Зовнішній вигляд
Для рами використовується анодований алюміній, але на відміну від V50 краї скошені. Скло Gorilla Glass 5 знаходиться на передній панелі, а Gorilla Glass 6 – на задній. Модуль камери злегка виступає із задньої частини, як у V40, і спалах більше не відокремлений, а датчик відбитків пальців, встановлений на задній панелі, замінено на оптичний блок під екраном. На передній панелі подвійні камери V40 і V50 були опущені на користь єдиної фронтальної камери, яка зменшує розмір виїмки дисплея. V60 доступний у Classy Blue або Classy White; рейтинг IP68 збережено.

### Апаратне забезпечення
Пристрій використовує процесор Snapdragon 865 з графічним процесором Adreno 650 і підтримує 5G. Він доступний з 8 ГБ оперативної пам’яті LPDDR5 і 128 ГБ або 256 ГБ пам’яті UFS 3.0. Карти MicroSD підтримується через гібридний слот для однієї SIM-карти, до 2 ТБ з однією SIM-картою. Дисплей P-OLED більше, ніж у V50, на 6,8 дюйма (172,7 мм) і має ширше співвідношення сторін 20,5:9, але роздільну здатність було знижено до 1080p з 1440p. Дисплей підтримує введення активного пера Wacom AES[6], але в комплект не входить перо, і немає вбудованого сховища для нього. Щоб конкурувати зі складеними смартфонами, до пристрою пропонується чохол, відомий як «LG DualScreen», який містить другу 6,8-дюймову панель дисплея 1080p. Він підключається та живиться через роз’єм USB типу C на телефоні, а також підтримує активне введення стилусом. Поки використовується DualScreen, телефон все ще можна заряджати за допомогою магнітного зарядного наконечника. Стереодинаміки присутні з активним шумопоглинанням і 3,5 мм аудіороз'ємом. Акумулятор став більший до 5000 мАг, його можна заряджати як через USB-C (Quick Charge 4.0+), так і бездротовим способом (Qi). 

#### Камера
На задній панелі використовується потрійна камера, яка складається з ширококутного датчика на 64 Мп, надширококутного датчика на 13 Мп та тривимірного датчика глибини часу польоту. Телефото датчика немає, як на V40 і V50; LG стверджує, що висока роздільна здатність широкого датчика дозволяє знімати фотографії без втрат. Задня камера тепер може записувати відео з роздільною здатністю 8K зі швидкістю 26 кадрів в секунду. Фронтальна камера має роздільну здатність 10 МП і тепер може записувати відео 4K зі швидкістю 60 кадрів в секунду.

### Програмне забезпечення
V60 постачається з Android 10 і використовує LG UX 9. Після того як LG заявила про завершення виробництва смартфонів, пообіцяла випустити Android 13 для LG V60  Пізніше корейський підрозділ опублікував на сайті список, де LG V60 раптово пропав зі смартфонів, які отримають Android 12 і 13 